# Melolobium alpinum
Melolobium alpinum är en ärtväxtart som beskrevs av Christian Friedrich Frederik Ecklon och Carl Ludwig Philipp Zeyher. Melolobium alpinum ingår i släktet Melolobium och familjen ärtväxter. Inga underarter finns listade i Catalogue of Life.